# コナミGBコレクション
コナミGBコレクション（コナミジービーコレクション）は、コナミが発売したゲームボーイ用ソフト4部作のシリーズ名である。開発はコナミコンピュータエンタテインメントジャパン。
日本国内における発売日はVOL.1から順に1997年9月25日・1997年12月11日・1998年2月19日・1998年3月19日。

## 概要
コナミがかつてゲームボーイで発売したタイトル及び新規タイトル計16作品を、4作品ずつ4本のパッケージに収録し発売したオムニバス作品。1994年以降、ゲームボーイへの新作のリリースが途絶えていたが当作品VOL.1から再開された。移植の際にはスーパーゲームボーイへの対応、一部のゲームのタイトル改称、ゲーム内容に若干の仕様変更が施された。オリジナル版からの追加変更箇所は以下の通り。
スーパーゲームボーイへの対応
- 各ゲームに最適化したモノクロ4階調のカラーパターンの再配置
- メニュー画面や一部のタイトルではカラー表示に対応
- PCのウインドウを模したデザインのオリジナルピクチャーフレームの追加

仕様変更箇所
- 収録ゲームのいくつかのタイトルを改称
- 通信ケーブルを使用した2人プレイ機能・対戦機能の削除
- 一部タイトルのゲーム内容の仕様変更
- ソフトリセット機能の無かったタイトルも、A+B+セレクト+スタートの同時押しでソフトリセットが可能

ときめきメモリアルのキャラクターによるガイド
ゲーム選択のメニュー画面では、案内役としてSDキャラ化された『ときめきメモリアル』のキャラクターが、ガイドガールとして登場する。各ゲームの操作説明やプレイのポイントなどの解説をしてくれる。VOL.2～4ではランキングの項目が追加され、各ゲームのプレイ内容に沿った評価もしてくれた。ちなみにこの4人は、『ときめきメモリアルドラマシリーズ』の各作品でヒロインを務めている。
各作のガイドキャラ
- VOL.1 - 藤崎詩織
- VOL.2 - 虹野沙希
- VOL.3 - 片桐彩子
- VOL.4 - 館林見晴

## 収録作品

### コナミGBコレクション VOL.1
- グラディウス
原題の『ネメシス』より改称。内容はオリジナルでアーケード版のグラディウスとは異なる。
- ドラキュラ伝説
- コナミレーシング（英語版）
原題の『F-1スピリット』より改称。ゲーム中のサーキット名・車種名が仮名化された。また、対戦機能が削除された。
- コントラ

### コナミGBコレクション VOL.2
- ツインビーだ!!
2人同時プレイ機能が削除された。
- がんばれゴエモン～さらわれたエビス丸～
- モトクロスマニアックス（英語版）
対戦機能が削除された。
- ガッタンゴットン
新規移植。スーパーゲームボーイのカラー表示に対応。

### コナミGBコレクション VOL.3
- グラディウスII
原題の『ネメシスII』より改称。内容はオリジナルで『グラディウスII -GOFERの野望-』とも『グラディウス2』とも異なる。
- ドラキュラ伝説II
- イー・アル・カンフー
新規移植。内容はファミコン及びMSX版に準ずる。解像度の関係でプレイフィールドが固定画面からスクロール方式へと変更された。また、スーパーゲームボーイのカラー表示に対応。
- けっきょく南極大冒険
新規移植。内容はファミコン版に準ずる。また、スーパーゲームボーイのカラー表示に対応。

### コナミGBコレクション VOL.4
- パロディウスだ!
単品ではコナミロゴが表示される部分が『Now Loading（ウソ）』に変更されている。（サウンドテストを起動させるコマンド入力の為に残したと思われる）
- クォース
対戦機能が削除された。
- コナミックスポーツ
原題の『コナミックスポーツ イン バルセロナ』より改称。種目数削減及び対戦機能が削除された。
- フロッガー
新規移植。BGMは業務用とは異なりオリジナルのものを使用。画面は上下エリアの切り替え方式に変更された。また、スーパーゲームボーイのカラー表示に対応。

## ヨーロッパ版
本シリーズはヨーロッパでも2000年に『KONAMI GB COLLECTION』シリーズとして発売されたが、収録ゲームのタイトル名や収録の順番は日本版とは若干異なる（VOL.4が先に「Vol.2」として発売され、その後VOL.2・3が「Vol.3・4」とそれぞれズレている）。また、日本版とは異なりゲームボーイカラー対応ソフトとなったため、収録タイトルの全てがカラー化されている。一方で日本版にあったスーパーゲームボーイ関連の仕様や、メニュー画面の『ときめきメモリアル』のキャラクターによるガイドはカット変更されている。
Vol.1の『コントラ』はもともと欧州では『Probotector』の題で主人公や敵キャラクターの一部をロボットに変更してリリースされており、本作でも『Probotector』の題で収録されているが、本作におけるグラフィックは日本版と同一になっている。